# Holmium
L'holmium est l'élément chimique de numéro atomique 67, de symbole Ho.
L'holmium est un métal du groupe des terres rares. Comme les autres lanthanides, il est malléable et ductile à température ambiante, s'oxyde lentement dans l'air sec mais rapidement dans l'air humide.
Le nom de cet élément provient de la latinisation après aphérèse du toponyme Stockholm, ville natale de son découvreur Per Thodor Cleve.
Il est extrait, comme la plupart des terres rares, de la monazite qui en contient environ 0,05 %. Parmi les éléments de terres rares, c'est l'un des seuls à être vraiment rare. Son prix est d'environ 1 000 $/kg.

## Caractéristiques

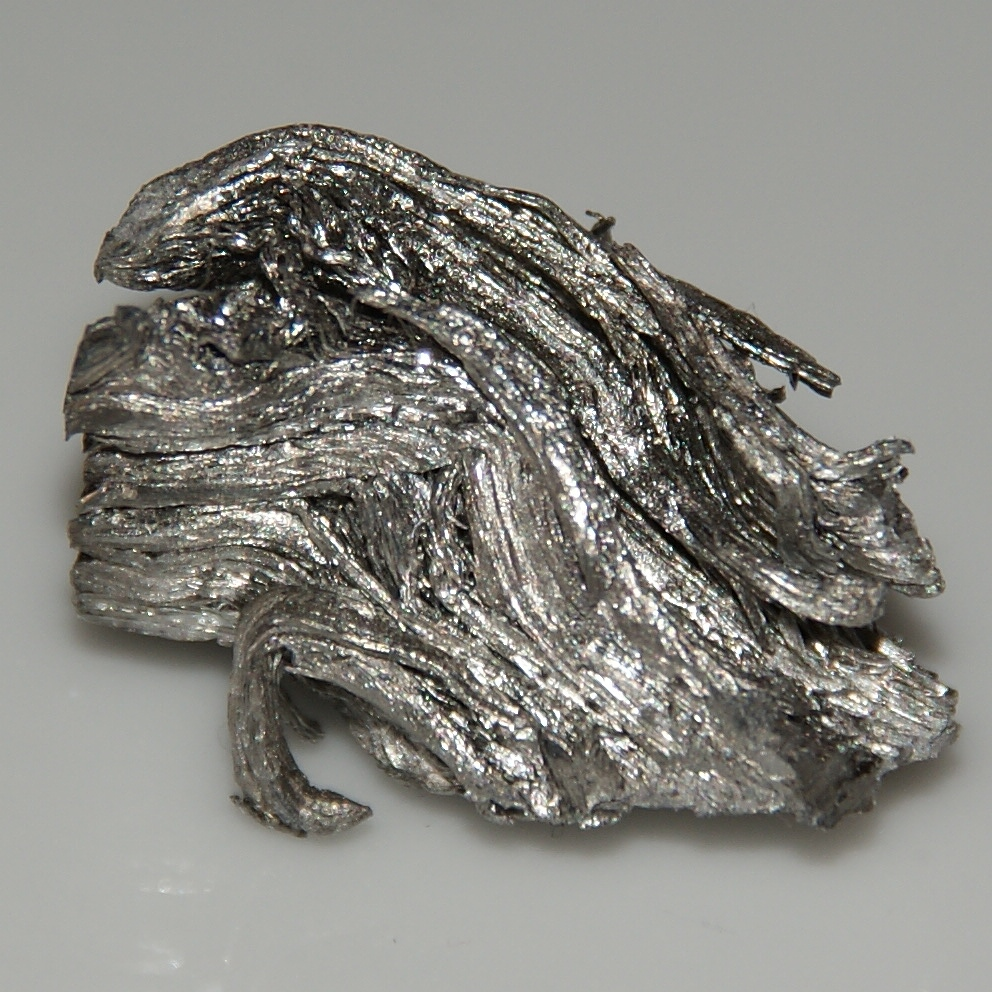
Échantillon d'holmium.

L'holmium est septième membre de la série des lanthanides. Dans le tableau périodique, ile se trouve dans la période 6, entre les lanthanides dysprosium à sa gauche et erbium à sa droite, et au-dessus de l'actinide einsteinium.

### Propriétés physiques
Avec un point d'ébullition de 3 000 kelvins (2 727 °C), l'holmium est le sixième lanthanide le plus volatil après l'ytterbium, l'europium, le samarium, le thulium et le dysprosium. Dans des conditions normale de température et de pression, l'holmium, comme une grande partie de la seconde moitié des lanthanides, adopte normalement une structure hexagonale compacte (hcp). Ses 67 électrons sont disposés  selon la configuration [Xe] 4f11 6s2, de sorte qu'il a treize électrons de valence remplissant les sous-couches 4f et 6s.
L'holmium, comme tous les lanthanides, est paramagnétique dans les conditions normales de température et de pression Cependant, l'holmium est ferromagnétique à des températures inférieures à 19 kelvins (−254,15 °C). Il possède le moment magnétique le plus élevé de tous les éléments (10,6 µB), ce qui permet de l'utiliser pour concentrer les flux magnétiques.

### Propriétés chimiques
L'holmium métallique se ternit lentement dans l'air, formant une couche d'oxyde jaunâtre qui a une apparence similaire à celle de la rouille de fer. Il brûle facilement pour former l'oxyde d'holmium(III) :
4 Ho + 3 O2 → 2 Ho2O3
C'est un élément relativement mou et malléable qui est assez résistant à la corrosion et chimiquement stable en air sec dans les conditions normales de température et de pression. Cependant, dans l'air humide et à des températures plus élevées, il s'oxyde rapidement, formant un oxyde jaunâtre. Sous forme pure, l'holmium possède un éclat argenté métallique et brillant.
L'holmium est assez électropositif : sur l'échelle d'électronégativité de Pauling, il a une électronégativité de 1,23. Il est généralement trivalent. Il réagit lentement avec l'eau froide et rapidement avec l'eau chaude pour former l'hydroxyde d'holmium(III) :
2 Ho (s) + 6 H2O (l) → 2 Ho(OH)3 (aq) + 3 H2 (g)
L'holmium métallique réagit avec tous les halogènes stables :
2 Ho (s) + 3 F2 (g) → 2 HoF3 (s) [rose]
2 Ho (s) + 3 Cl2 (g) → 2 HoCl3 (s) [jaune]
2 Ho (s) + 3 Br2 (g) → 2 HoBr3 (s) [jaune]
2 Ho (s) + 3 I2 (g) → 2 HoI3 (s) [jaune]
L'holmium se dissout facilement dans l'acide sulfurique dilué pour former des solutions contenant les ions jaunes Ho(III), qui existent sous forme d'un complexe [Ho(OH2)9]3+ :
2 Ho (s) + 3 H2SO4 (aq) → 2 Ho3+ (aq) + 3 SO42- (aq) + 3 H2 (g)

### Isotopes
L'holmium ne possède qu'un isotope stable, 165Ho. Parmi ses radioisotopes, celui de plus longue demi-vie est 163Ho, de demi-vie égale à 4 570 ans. Tous les autres ont des demi-vies inférieures à deux jours dans leur état stable (l'isomère 166mHo a cependant une demi-vie d'environ 1 200 ans).

## Découverte
En 1789, le chimiste finlandais Johan Gadolin identifie un nouvel oxyde (ou « terre ») dans un échantillon d'ytterbite (rebaptisée plus tard « gadolinite » en son honneur). Cette nouvelle roche avait été découverte deux ans auparavant par le lieutenant Carl Axel Arrhenius près du village d'Ytterby en Suède. Ces travaux sont confirmés en 1797 par Anders Gustaf Ekeberg qui baptise le nouvel oxyde yttria.
Près d'un demi-siècle plus tard, le Suédois Carl Gustav Mosander parvient à isoler trois composés distincts à partir de l'yttria grâce à de nouveaux procédés de cristallisation fractionnée. Il décide de conserver le terme yttria pour la fraction incolore (oxyde d'yttrium pur) et nomme la fraction jaune erbia et la fraction rose terbia, toujours en rappel du village d'Ytterby. Pour d'obscures raisons, les successeurs de Mosander intervertiront ces deux termes. C'est ainsi que erbia (l'erbine) finit par désigner l'oxyde d'erbium (rose) et terbia (la terbine) l'oxyde de terbium (jaune).
En 1878, le chimiste suisse Marc Delafontaine croit découvrir dans la samarskite un nouvel élément qu'il nomme philippium (symbole Pp), en l'honneur de son bienfaiteur Philippe Plantamour. Par ailleurs, ses recherches sur l'yttria issue de la gadolinite sont analysées par son compatriote Jacques-Louis Soret qui y confirme la présence d'un quatrième oxyde, aux côtés de l'erbine et de la terbine. Il lui donne provisoirement le nom de « terre X ». Parallèlement, Jean Charles Galissard de Marignac découvre à Genève que l'erbine n'est pas homogène et il parvient à en extraire un nouvel élément, qu'il nomme ytterbium. À Uppsala, Per Thodor Cleve décide de concentrer ses recherches sur les sels d'erbium restant après cette séparation. En 1879, il obtient trois fractions distinctes qu'il soumet à un examen spectroscopique. L'une correspond bien à l'erbium, mais les deux autres sont inconnues. En l'honneur de son pays, Cleve propose de les nommer holmium, d'après le nom latin de Stockholm, et thulium, d'après le nom légendaire de la Scandinavie.
En observant le spectre obtenu par Cleve pour l'holmium, Soret réalise qu'il correspond parfaitement à celui de sa « terre X », mais accepte en 1880 le nom choisi par le chimiste suédois. Il est probable que le philippium de Delafontaine était également de l'holmium impur et les trois scientifiques sont donc crédités de la découverte de cet élément.
Quelques années plus tard, en 1886, Paul Émile Lecoq de Boisbaudran découvre que l'holmium de Cleve n'est pas homogène. Après un long processus de séparation, il en isole un nouvel élément, baptisé dysprosium en raison des difficultés rencontrées dans ce processus (du grec δυσπρόσιτος / dysprósitos, « difficile à obtenir »). L'oxyde d'holmium(III) pur (jaune) est obtenu par le chimiste suédois Otto Holmberg en 1911.

## Applications
Peu d'applications spécifiques malgré des caractéristiques magnétiques inhabituelles.
- Lasers : les lasers YAG (grenat yttrium-aluminium), dopés avec des composés d'holmium, fournissent une lumière infrarouge (à 2,1 µm) et sont principalement utilisés à des fins médicales.
- Teinture du verre : l'oxyde d'holmium donne au verre une couleur rose spécifique.
- Magnétisme : pièces polaires pour des aimants
- Composé supraconducteur à haute température : quelques exemples cités dont le cuprate HoBa2Cu3O7
- IBM est parvenu à stocker un bit d'information sur un unique atome d'holmium[22],[a].